# Kaptafa
A kaptafa vagy kapta a láb alakját követő eszköz, melyet a cipő és egyéb lábbeli gyártásnál használnak, erre építik fel alkatrészeiből a cipőt. Anyaga hagyományosan fa (gyertyán, gőzölt bükk), polietilén, fém (acél, alumínium). Kaptafát használnak a cipők javításánál is. A kaptafa a cipész, csizmadia és a felsőrész készítő iparosok régebben a vargák hagyományos szerszáma. Az egy darabból készült kaptafák mellett használnak hosszabbítható, csuklós és ékes szerszámokat is.

## Története
A korai középkorban nem használtak kaptafát a cipők készítésekor, az egyes bőrdarabokat egyszerűen csak összevarrták. Később szimmetrikus kaptafákon állították össze a cipőket, vagyis nem volt külön jobb és ballábas kaptafa. Amikor a középkor folyamán a keskeny, csőrös cipők jöttek divatba, külön jobb és ballábas kaptafákat kellett használni, majd a középkor végén, amikor megint szélesebb cipők lettek divatosak, visszatértek a szimmetrikus kaptafákhoz. A 19. század elejétől szorította ki az aszimmetrikus kaptafa a korábbiakat, de például a híres szegedi papucs ma is szimmetrikus formában készül. A kaptafa formája követi a mindenkori cipődivatot, a lapos, széles vagy hegyes orrot.

## Készítése
Hagyományosan a kaptafakészítés önálló mesterség volt. A kézzel varrott drága bőrcipőkhöz a cipész méretet vett a megrendelő lábáról, majd a kész cipővel átadta a kaptafát is. A cipők nagyipari gyártásához mindenekelőtt a cipőméretek szabványosítására volt szükség. Korábban a kaptafagyártás nagyipari módon másolóesztergákon vagy marógépeken folyt, ahol egy korábban kézi munkával készült mesterdarabot egyidejűleg akár 12 példány másolására is használtak. A cipész a nyers kaptafát kézzel igazította a megrendelő lábához. Ma a kaptafa műszaki dokumentációját térbeli CAD fájl formájában állítják elő, majd erről közvetlenül CNC gépek készítik el vagy magát a kaptafát, vagy a műanyag fröccsöntő szerszámot.

## Külső hivatkozások
- Szerk.: dr. Vermes Lászlóné: Bőr- és cipőipari minilexikon
- Horváth cipő